# Templo de Santo Domingo de Guzmán (Oaxaca)
El Templo de Santo Domingo de Guzmán de la ciudad de Oaxaca de Juárez (México) es un ejemplo de la arquitectura barroca novohispana. Los primeros proyectos de construcción del edificio datan del año 1551, en que el Ayuntamiento de la Antequera de Oaxaca cedió a la Orden Dominica un total de veinticuatro lotes para la construcción de un convento en la ciudad. Sin embargo, no fue hasta el año 1608 en que el conjunto conventual de Santo Domingo fue inaugurado, aun sin concluir. 
A lo largo de su historia, el Templo de santo Domingo ha sido escenario de varios sucesos importantes en la historia de México: fue convertido en bodega militar, en establo, cerrado al culto católico en tiempos del laicismo jacobino de los gobiernos emanados de la Guerra de Reforma, y luego devuelto nuevamente a la Iglesia por acuerdo de Porfirio Díaz. En 1979 recibió la visita del pontífice católico Juan Pablo II, y luego declarado —junto con todo el Centro Histórico de Oaxaca— Patrimonio Cultural de la Humanidad.

## Historia

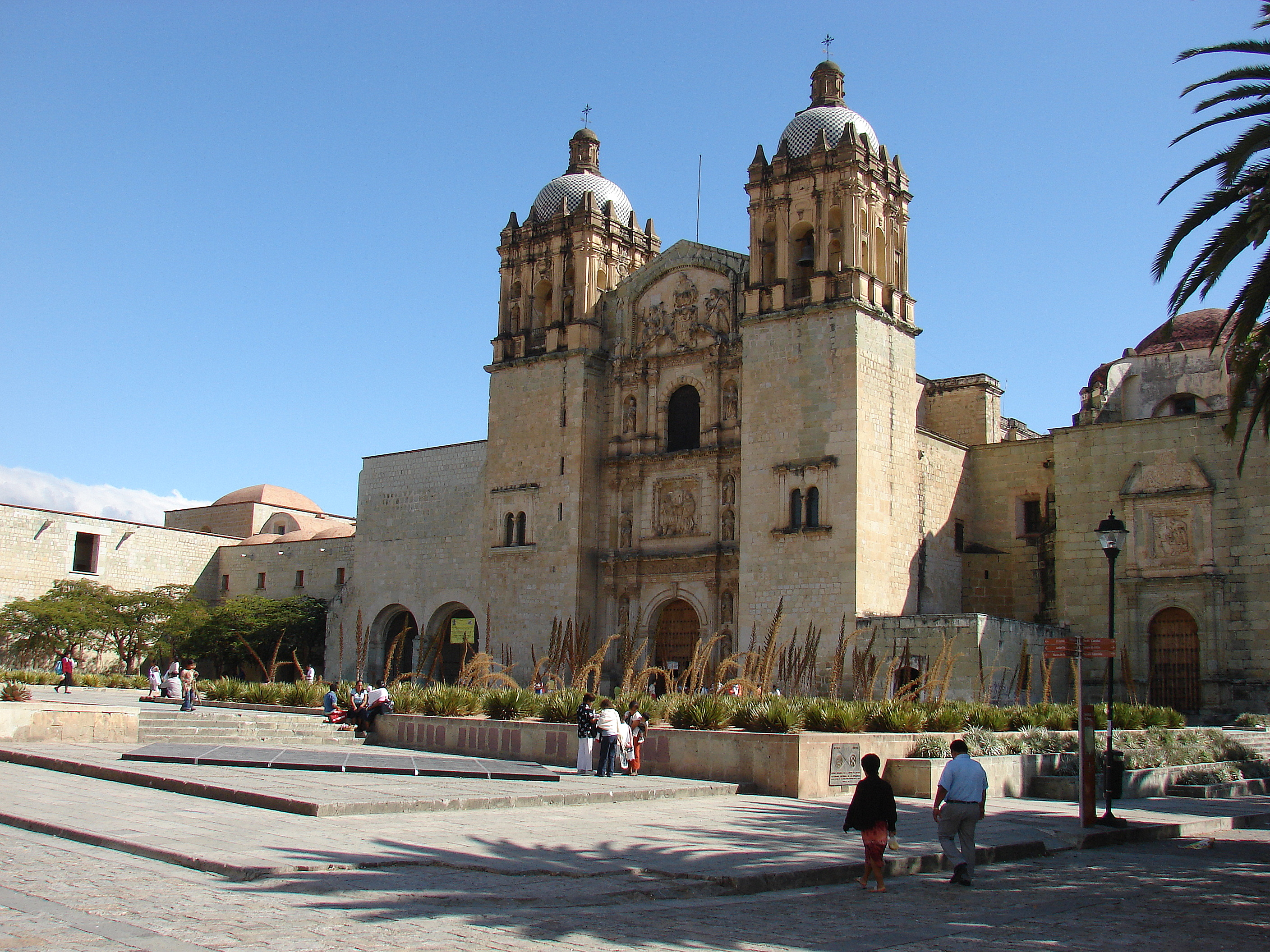
Templo y ex-convento de Santo Domingo de Guzmán, en el Centro Histórico de la ciudad de Oaxaca (México).
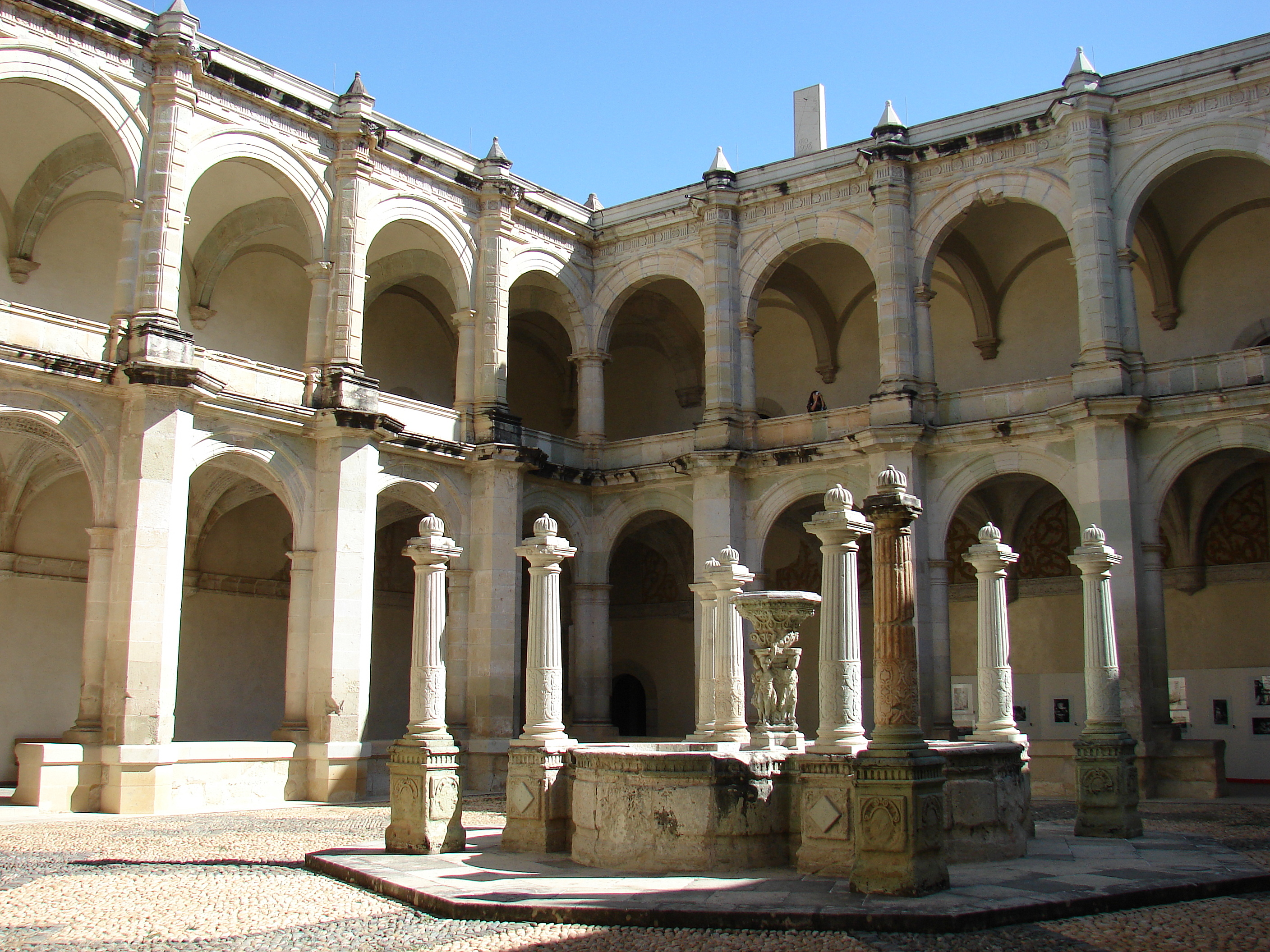
Patio interior del ex-convento.
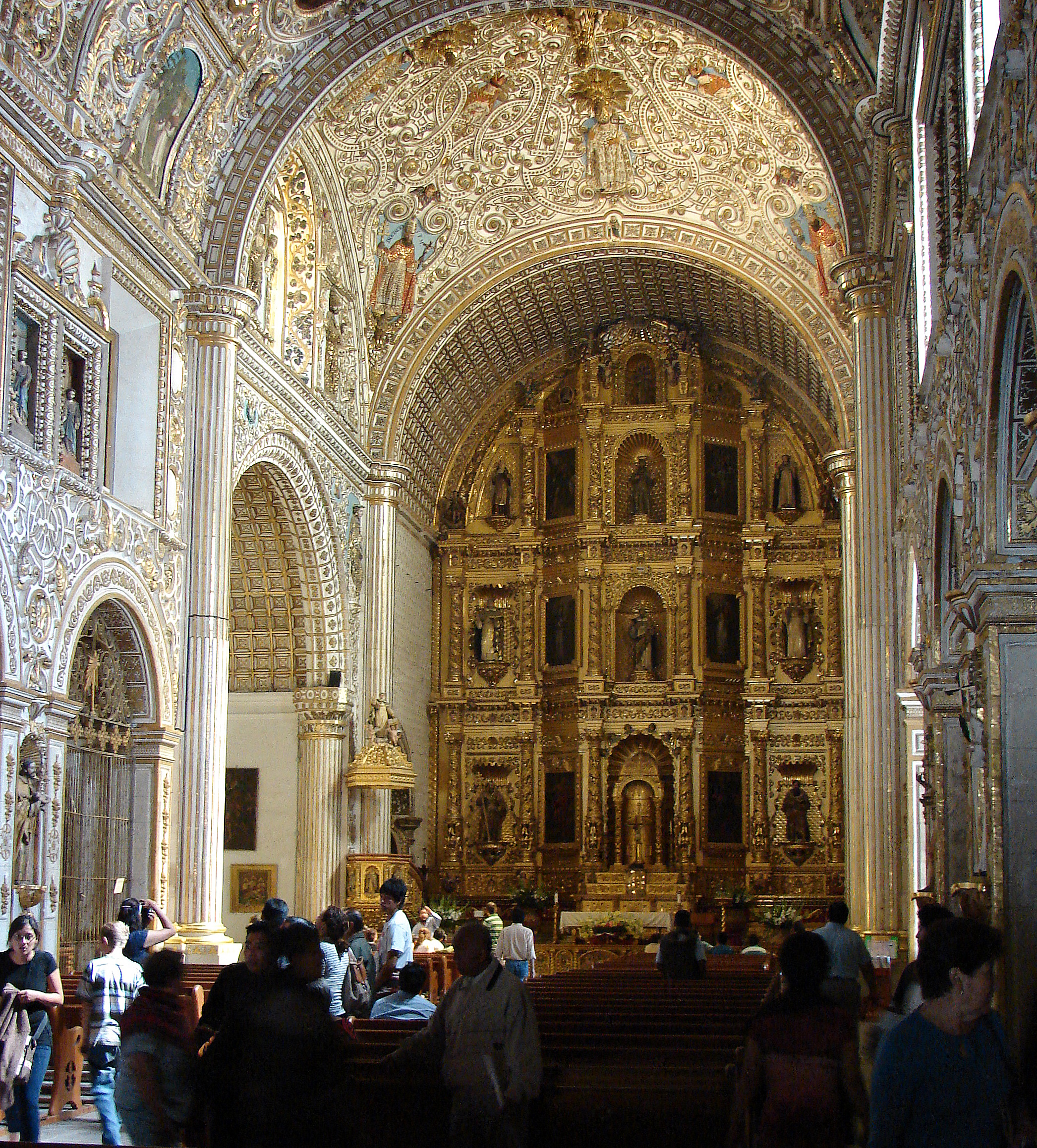
Interior del Templo de Santo Domingo, donde se aprecia la calidad de los retablos en oro.
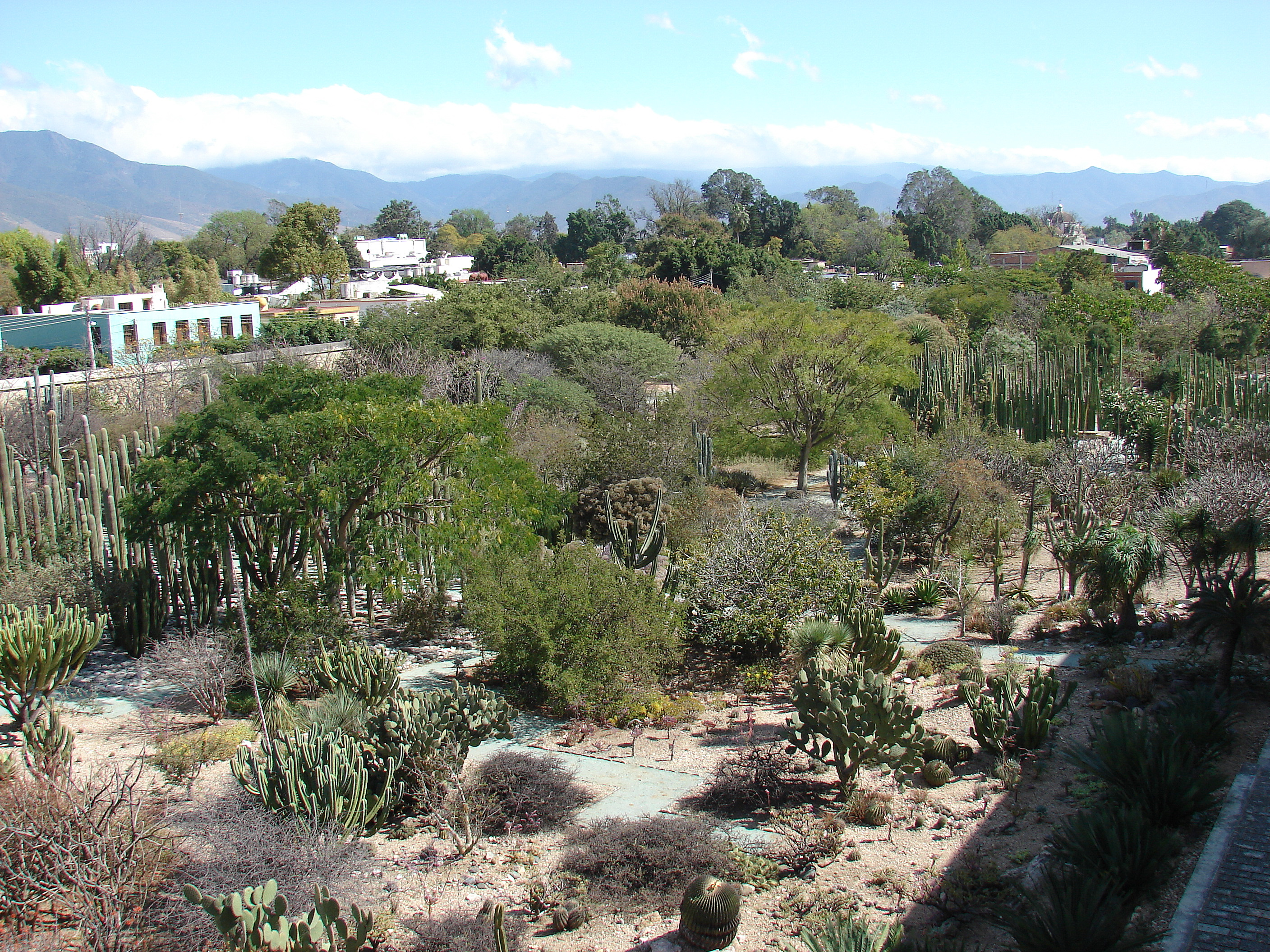
El Jardín Etnobotánico de Oaxaca se localiza en el interior del ex-convento de Santo Domingo.
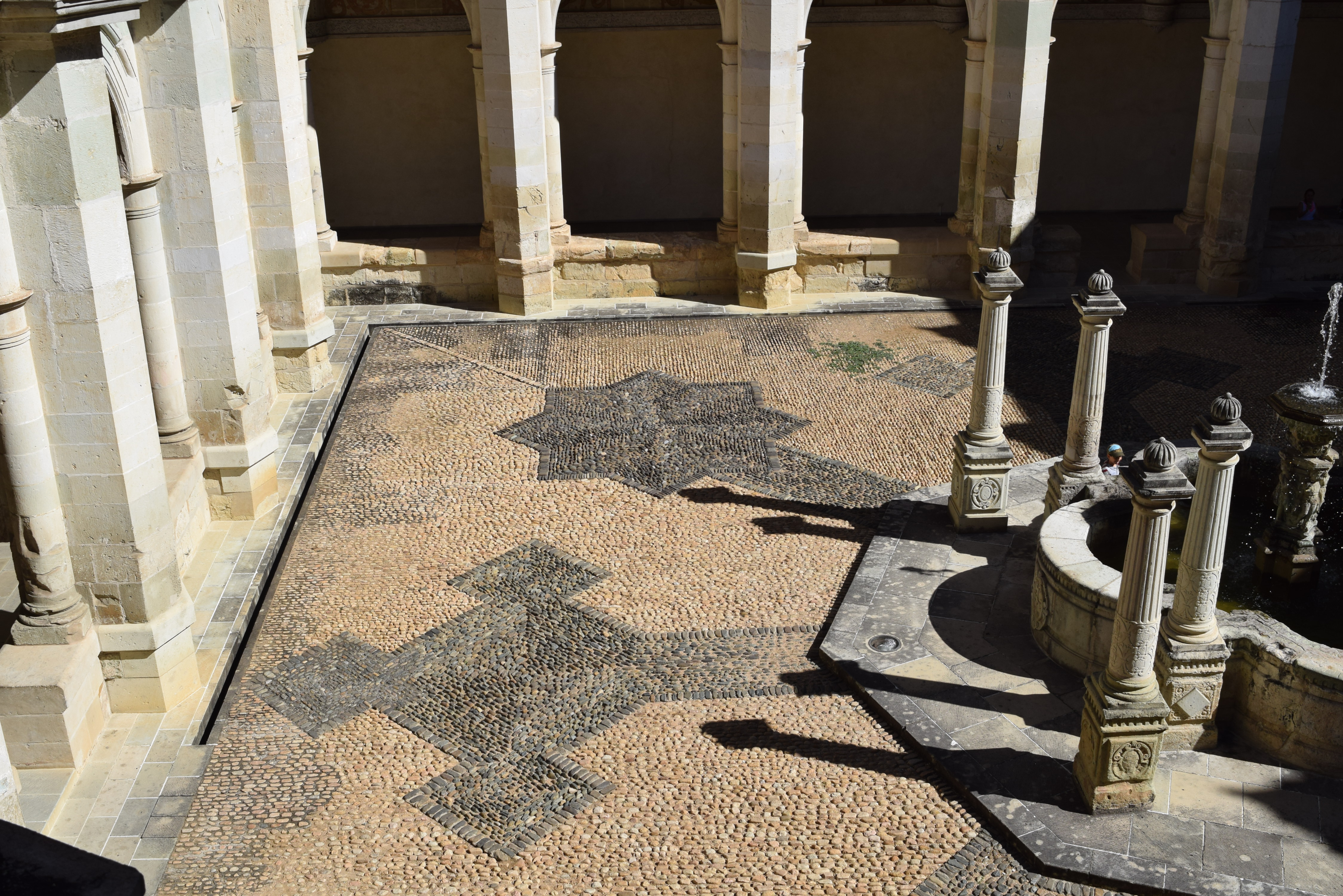
Vista del Claustro del Ex convento de Santo Domingo de Guzmán Oaxaca.
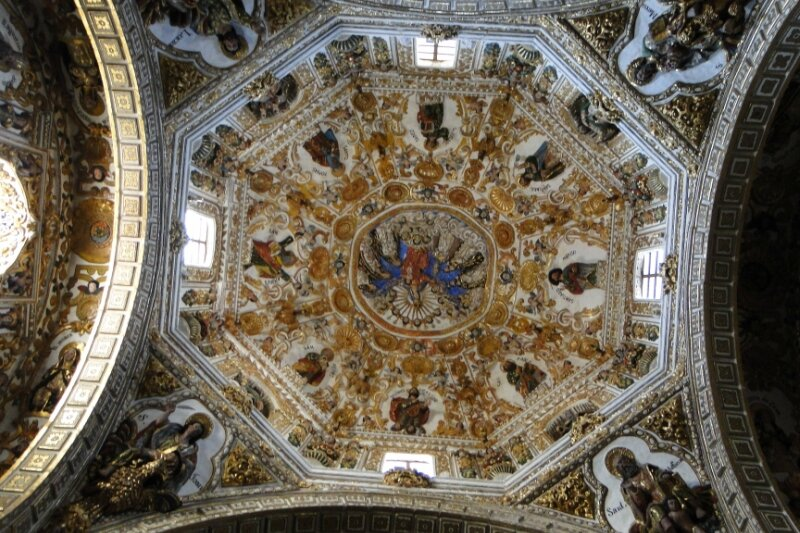
Decoración de cúpula.

Los primeros dominicos llegaron a Oaxaca a finales de 1528. Más o menos al mismo tiempo, el emplazamiento del poblado indígena de Huaxyacac fue erigido en Villa de Antequera, por decreto del rey Carlos I. Más tarde, en 1551, el Ayuntamiento de la villa concedió a los dominicos unos terrenos ubicados en las inmediaciones del cerro del Fortín con el propósito construir un convento. Aunque el acuerdo original comprometía a la orden dominica a concluir las obras en un plazo no mayor de veinte años, en 1572 la construcción no había avanzado demasiado. Tras algunas negociaciones, el Ayuntamiento prorrogó el plazo por treinta años más, a cambio de que los dominicos apoyaran el financiamiento de las obras de abastecimiento de agua potable para la ciudad. En los siguientes treinta años, la construcción del edificio siguió con sus altibajos, debido a que la Orden no contaba con recursos financieros suficientes. 
Dos terremotos al principio del siglo XVII (el primero, en 1603, y el segundo, en 1604) destruyeron el convento de San Pablo de Oaxaca, hecho que motivó la aceleración de las obras de Santo Domingo. Cuatro años más tarde, fue inaugurado formalmente el conjunto conventual, y en 1623 el establecimiento fue elevado a la categoría de universidad, donde se impartían cursos de filosofía y teología. Las obras finales del templo fueron concluidas en 1666, cuando se dio punto final a la decoración del mismo. La última modificación al edificio ocurrió en 1724, año en que dio comienzo la edificación de la Capilla del Rosario.
A partir de 1812, el Templo de Santo Domingo y su convento anexo fueron ocupados por las huestes de los diferentes ejércitos de las facciones que se disputaban el control del país. De esta suerte, fue ocupado por el Ejército realista y el Ejército Insurgente durante la Guerra de Independencia de México; y luego por centralistas y federalistas durante todo el siglo XIX hasta la llegada de Benito Juárez a la presidencia de México. 
En 1859, con la aplicación de la Ley Iglesias, el convento y el templo de Santo Domingo fueron destinados para el uso del Ejército Mexicano. Siete años más tarde, en 1866, el culto católico fue suspendido por el gobierno federal, hasta que en 1902 fue devuelto nuevamente a la Iglesia por el presidente Porfirio Díaz.
Con el regreso de los Dominicos a Oaxaca en 1938 comenzaron las importantes obras de restauración. Gracias a la labor del padre Fray Esteban Arroyo, el actual retablo mayor fue inaugurado en 1959, y en 1976 dio inicio un gran proceso de restauración. Tres años más tarde, el papa Juan Pablo II ofició una misa para los enfermos en este templo.

## Descripción
La portada del templo es de tres cuerpos y remate, en la que emergen Santo Domingo y San Hipólito sosteniendo un templo sobre el que desciende el Espíritu Santo. Los dos campanarios poseen vanos arcados y cuatro columnas adosadas en cada cara, de fuste estriado y rematadas en pináculo. Sus cúpulas están recubiertas de azulejos y ostentan copitas con linternilla
Santo Domingo es un complejo arquitectónico que abarca el templo propiamente dicho que actualmente sigue prestando servicios religiosos para la comunidad católica de la ciudad de Oaxaca— y el convento anexo que es la sede del Museo Regional de Oaxaca—. El Ex-Convento de Santo Domingo alberga en la actualidad una importante colección museística integrada por objetos históricos del estado de Oaxaca. Una de las colecciones más importantes es la de los objetos artísticos descubiertos por Alfonso Caso en la Tumba 7 de Monte Albán, pertenecientes a la cultura mixteca. Otra parte del ex-convento alberga en la actualidad el Jardín etnobotánico de Oaxaca, integrado por especies vegetales nativas del estado. 

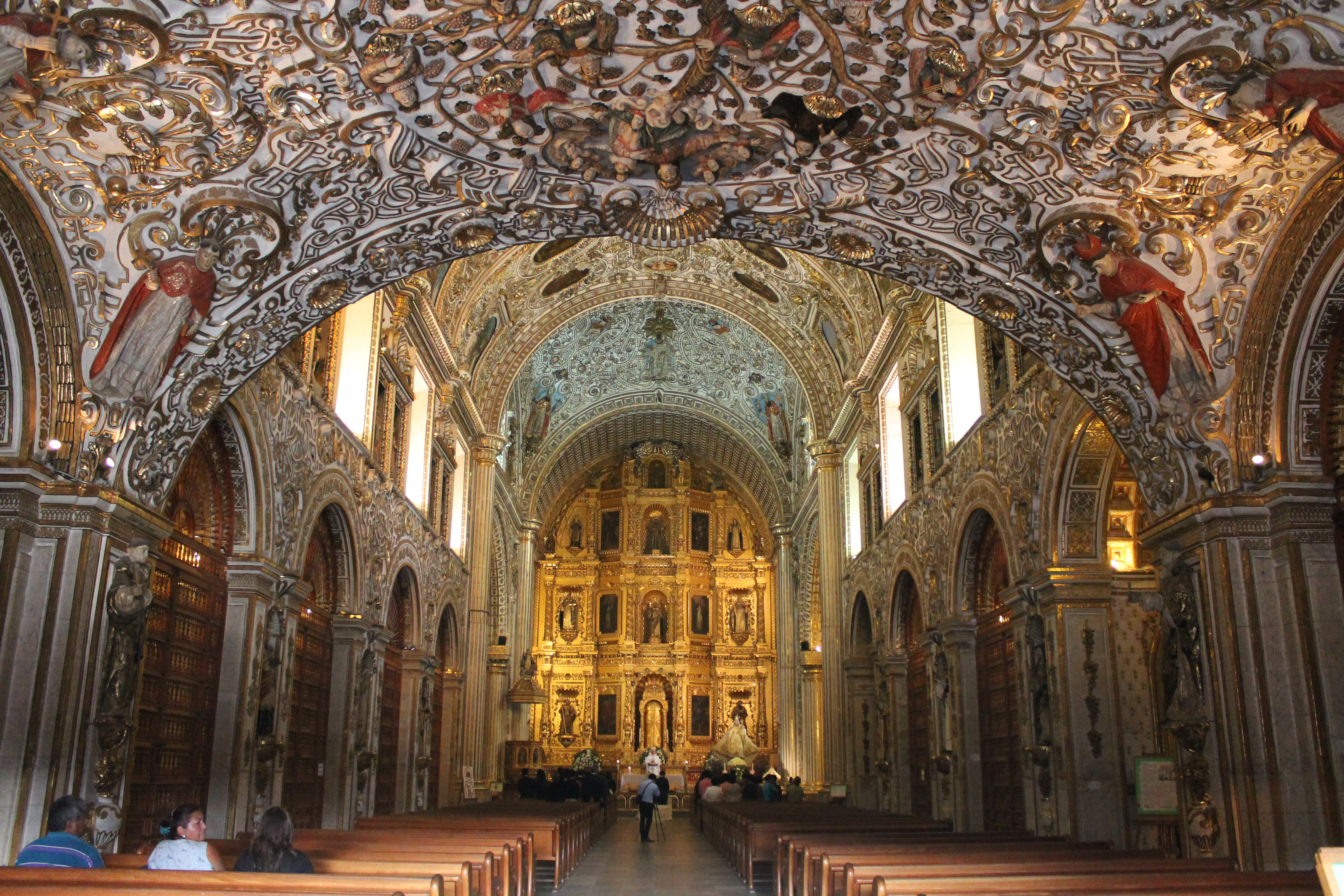
Interior Templo de Santo Domingo de Guzmán.
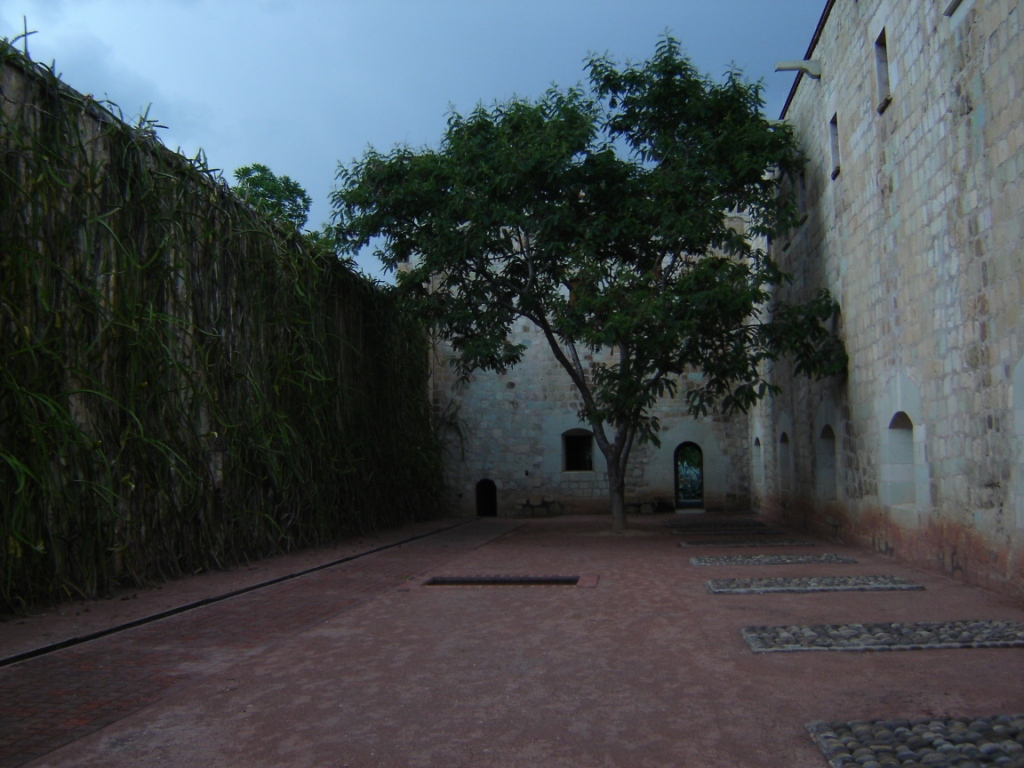
Plazoleta de Santo Domingo.
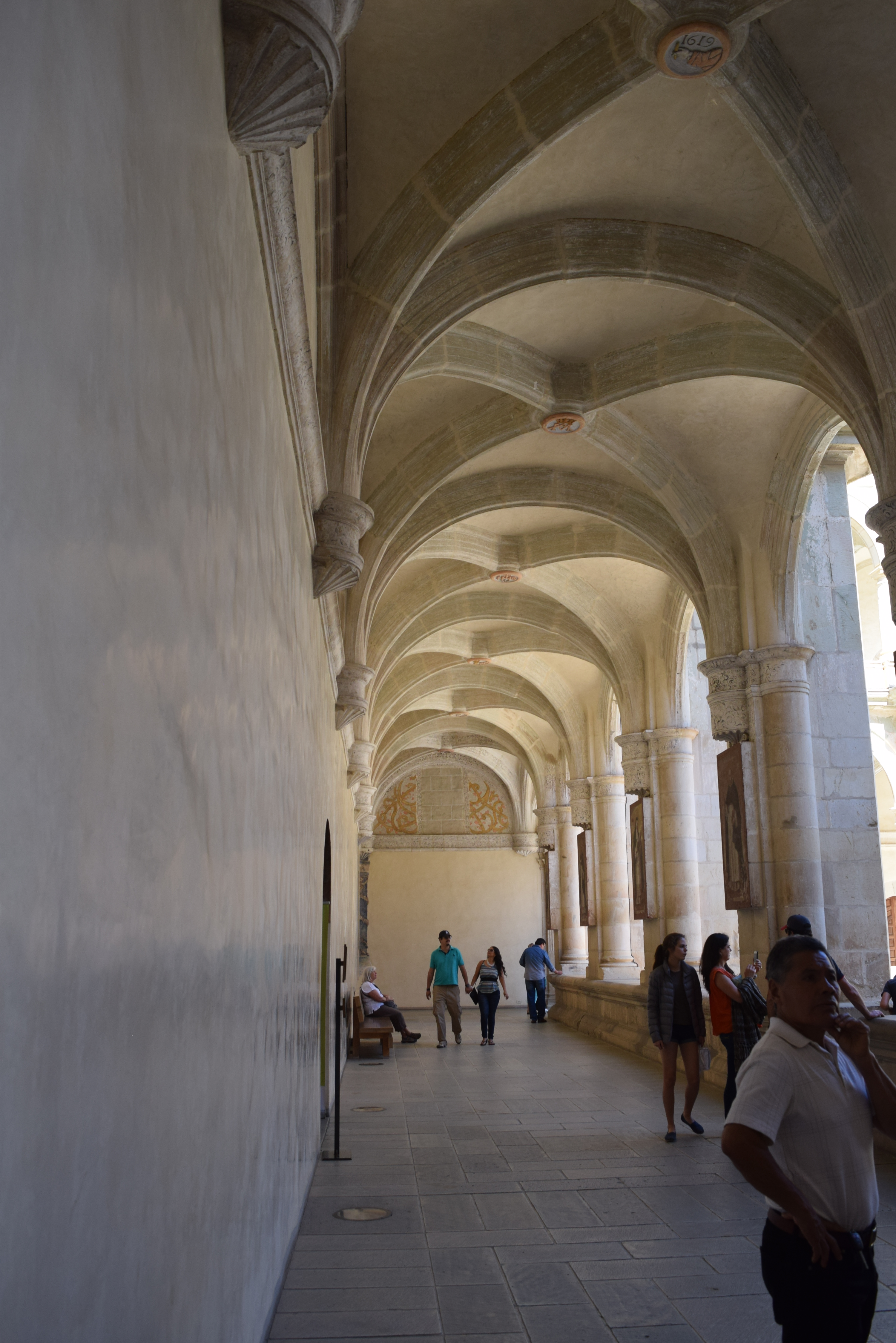
Pasillo de claustro Ex convento de Santo Domingo de Guzmán Oaxaca.
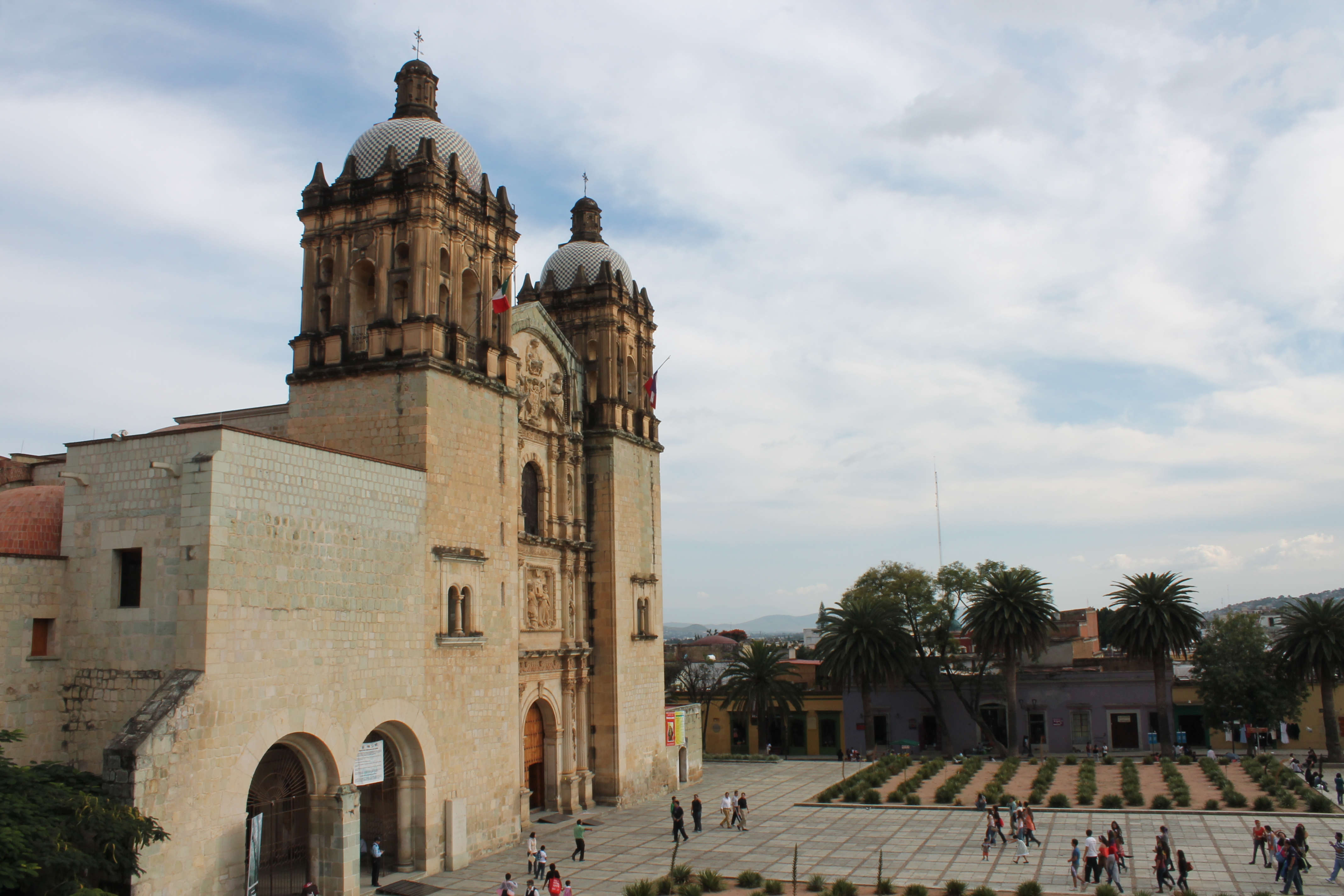
Templo de Santo Domingo de Guzmán desde Ex-convento.
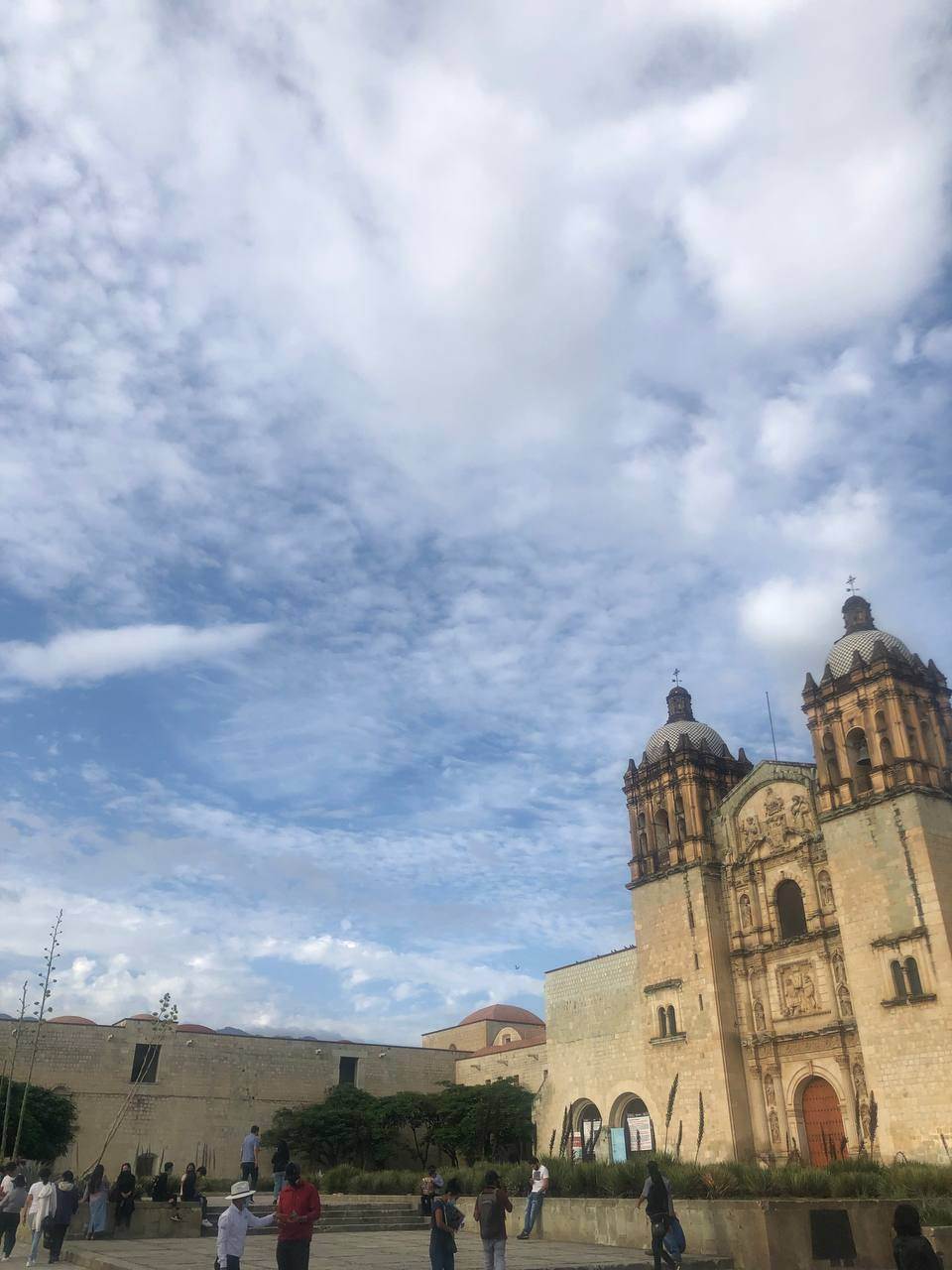
Vista del exterior de la Iglesia de Santo Domingo de Guzmán

Para acceder tanto al ex-convento como al templo, es necesario atravesar una pequeña plazoleta. Esta plaza es empleada como escenario de algunas fiestas populares y otros entretenimientos. La plaza de Santo Domingo se localiza a medio kilómetro de la plaza principal de la ciudad, con la que se conecta a través del Corredor Turístico Macedonio Alcalá, que es una calle empedrada muy popular entre los turistas que visitan Oaxaca de Juárez.
Como anécdota, es que cuando el sol se está ocultando, se ilumina toda la iglesia, y realmente se puede apreciar toda la arquitectura.